# Klenkor
Klenkor (prononciation : [ˈklɛnkɔr]) est un village polonais de la gmina de Łyse dans le powiat d'Ostrołęka de la voïvodie de Mazovie dans le centre-est de la Pologne.
Il se situe à environ 9 kilomètres au nord de Łyse (siège de la gmina), 41 km au nord d'Ostrołęka (siège du powiat) et à 141 km au nord de Varsovie (capitale de la Pologne).
Le village compte approximativement une population de 53 habitants en 2006.

## Histoire
De 1975 à 1998, le village appartenait administrativement à la voïvodie d'Ostrołęka.